# Dzierżkowie herbu Nieczuja

Herb Nieczuja

Dzierżkowie herbu Nieczuja – polska rodzina szlachecka.

## Przedstawiciele
- Adam Dzierżek
- Andrzej Janowicz – podkomorzy trocki 1568
- Franciszek Dzierżek – łowczy żydaczowski
- Krzysztof Dzierżek – tłumacz, poseł, w 1579 otrzymał wójtostwo halickie oraz wsie Krasiejów, Baranów, Kończaki na Podolu; stryj
- Krzysztof Dzierżek – tłumacz, poseł; bratanek
- Ludwik – łowczy żydaczowski
- Prandota Dzierżek
- Rafał Dzierżek
- Stanisław Dzierżek
- Teodor Dzierżek